# 韦尔霍维纳国家自然公园
韦尔霍维纳国家自然公园（烏克蘭語：Верховинський національний природний парк）是乌克兰的一个国家公园，该公园位于伊万诺-弗兰科夫斯克州韦尔霍维纳区，范围包括喀尔巴阡山脉中的切列莫什河源头。离公园最近的城市为切爾諾夫策。